# المقاومة الأرمنية خلال الإبادة الجماعية للأرمن
المقاومة الأرمنية هي اسم أُطلق على الأنشطة السياسية والعسكرية التي قام بها الأرمن تحت قيادة الأحزاب السياسية الأرمنية الهينتشاك والأرميناكان والداشناكتسوتيون ضد الدولة العثمانية خلال الحرب العالمية الأولى، اعتبر المقاتلون الأرمن المقاومة كفاحًا في سبيل الحرية ومقاومة للإبادة الجماعية الأرمنية، غير أن الإمبراطورية العثمانية اعتبرتها خيانة كبرى. أسست هذه المنظمات الوطنية الأرمينية منظمات فدائية أشير إليها عمومًا بالوحدات الأرمنية غير النظامية وشكلت الإمبراطورية الروسية وحدات تطوع أرمنية جندت من خلف الخطوط العثمانية أرمن عثمانيين كانوا قد هربوا جرائم الأتراك. خلال هذه الفترة كان حصار وان في 20 أبريل 1915 وما تلاه من إنشاء إدارة لأرمينيا الغربية أحداثًا هامة. اعتبر وزير الداخلية العثماني محمد طلعت باشا السكان الأرمن طابورًا خامسًا داخل الإمبراطورية، موجهًا اللوم إلى صعود حركة التحرر الوطنية الأرمينية على الاضطرابات العامة داخل الإمبراطورية في مرسوم أصدره في 24 أبريل 1915 انتهى باعتقالات وجرائم بحق العلماء الأرمن وأعضاء في قيادة الحكومة ورجال دين (الأحد الأحمر).
أقر البرلمان العثماني قانون التهجير في 29 مايو 1915، الذي أجاز الترحيل الجماعي للأرمن من وطنهم التاريخي. أسفرت عمليات الترحيل والمذابح هذه عن مقتل ما يقارب 600 ألف حتى مليون أرمني. ويشار إليها بالإبادة الجماعية للأرمن من قبل معظم الباحثين في تلك الفترة، تتبع المصادر التركية الرسمية حملة إنكار، وغالبًا ما تشير إلى «عصيان أرمني» وتشكك في عدد الضحايا.

## الخلفية
اندلعت مقاومات أرمنية سابقة داخل الإمبراطورية العثمانية. كانت مقاومة ساسون لعام 1894 مقاومة ميليشيا هونتشاك في إقليم ساسون. واندلع تمرد الزيتون في عام 1895، خلال المذابح الحميدية. كان الدفاع عن فان دفاع السكان الأرمن في فان في وجه الإمبراطورية العثمانية في يونيو عام 1896. كانت حملة خاناسور استجابة الميليشيا الأرمنية في 25 يوليو 1897 للدفاع عن وان، حيث نصبت قبيلة مازريك كمينًا لمجموعة من المدافعين الأرمن وذبحتهم دون رحمة. كانت انتفاضة ساسون مقاومة الميليشيا الأرمنية في منطقة ساسون. حارب مورات مع رفيقه، سيبوح، في ساسون عام 1904، وشاركا في الاشتباكات بين الأرمن والتتار عامي 1905 و1906 في القوقاز.
يحاجج ساسوني، أحد أعضاء حزب الطشناق، أن الهدف الرئيسي للإمبراطورية العثمانية كان التوصل إلى حل للمسألة الأرمنية من خلال ذبح الشعب الأرمني وكان إنجاز حركة التحرر الوطني الأرمني بين عامي 1908 و1914 (ما سُمي بفترة ما قبل الإبادة الجماعية) إعداد وتنظيم المقاومة المسلحة على مستوى البلاد للأهداف التي كانت فقط قوات ضد الاتحاد الثوري الأرمني.

## القوات
شُكلت الوحدات الأرمنية غير النظامية (المسماة فدائيين) لكي تنخرط في مقاومة القوات العثمانية وكانت تتألف من متطوعين مدنيين أرمن (كامافور). معظم قادة المتطوعين كانوا أيضًا قادة وأعضاءًا في حركة التحرر الوطني الأرمني. وكان من بين القادة الشهيرين موراد سيباستيا وكاريكين باسترمادجيان. انتُخب بوغوص نوبار كمتحدث باسم الجمعية الوطنية الأرمينية التي عملت مع السلطات العسكرية والسياسية الفرنسية، الأمر الذي بلغ أوجه في تشكيل الفيلق الأرمني الفرنسي. كان العديد من المتطوعين الأرمن في الفيلق الأرمني الفرنسي من الناجين من موسى داغ. بدءًا من العام 1917، طلب المؤتمر الوطني الأرمني (1917) التوحيد التدريجي للجنود والضباط الأرمن المنتشرين في جميع أنحاء روسيا. كانت الخطة هي تعبئة أرمن جبهة القوقاز (الجمهورية الروسية) ضد القوات العثمانية. ولقيت دعوة المؤتمر الوطني إلى السلاح استجابة من بعض الفدائيين الأرمن العثمانيين، كمراد من سيباستيا، الذي قاتل بشجاعة مع هذه القوات ومات في ساحات القتال في باكو.
كان الجيش العثماني الثالث القوة الرئيسية في الحملة القوقازية التي عملت ضد وحدات المتطوعين الأرمن في الإمبراطورية الروسية. كان محمود كامل قائد الجيش الثالث. وبعد هدنة مودروس، كان محمود كامل واحدًا من منفيي مالطا.

## الأنشطة

### 1914
في يوليو من عام 1914، قبل اندلاع الحرب العالمية الأولى، ناشدت كل من الحكومتين الروسية والتركية رسميًا العديد من المنظمات القومية والأرمينية (المؤتمر الوطني الأرمني التابع للإمبراطورية الروسية والجمعية الوطنية الأرمنية في الإمبراطورية العثمانية، على التوالي) مع العديد من الوعود بالحكم الذاتي من أجل تأمين المشاركة الفعالة للأرمن في العمليات العسكرية ضد بعضهم البعض. أجرى العثمانيون محادثات مع الاتحاد الثوري الأرمني خلال المؤتمر الأرمني في أرضروم. كانت المعارضة الرئيسية في الإمبراطورية العثمانية للتحالف التركي الألماني هي الشعب الأرميني الذي لعب لأربع سنوات ودون حكومة منظمة أو جيش قومي الدور نفسه في الشرق الأدنى في الحيلولة دون تقدم تركي ألماني إلى داخل آسيا كالدور الذي لعبه البلجيك في الغرب عبر إيقاف الزحف الألماني باتجاه باريس. وفقًا لإيريكسون، بعد الاجتماع في أرضروم، أُقنعت جمعية الاتحاد والترقي بإقامة روابط روسية-أرمنية مع خطط مفصلة تهدف إلى فصل المنطقة عن الإمبراطورية العثمانية.
في أغسطس من عام 1914، خلال مقاومة الزيتون الأولى، قاوم الهنتشاك الجيش العثماني في مدينة زايتون.
في 20 أكتوبر 1914، اكتشفت وحدة عثمانية دورية في كوبروكوي بنادق روسية مخبأة في منازل أرمينية في هاسانكالي. وتلقى الجيش الثالث تقارير تتحدث عن عودة الأرمن الذين خدموا في الجيش الروسي إلى الإمبراطورية العثمانية مع خرائط عملياتية وموارد مالية. في 2 نوفمبر 1914، انطلقت عملية بيرخمان. كانت تلك المشاركة الأولى لحملة القوقاز. امتد النجاح الروسي على طول الأكتاف الجنوبية للجريمة حيث كان المتطوعون الأرمن فاعلين واستولوا على كاراكوس ودوغبايزيد.
في 29 ديسمبر 1914، هُزم الجيش العثماني في معركة ساريقاميش. تصدت كتائب مفرزة أمنية للعمليات العثمانية خلال الأوقات الحرجة: «مكّن التأخير جيش القوقاز الروسي من تركيز قوة كافية حول ساريكاميش».

### 1915
في 25 فبراير 1915، أصدر «التوجيه 8682» ووُزع سرًا على شكل كبل مشفر. جرى استلام التوجيه من قبل الجيوش الأولى والثانية والثالثة والرابعة، قيادة العراق: فيلق الجيش الأول والثاني والثالث والرابع والخامس: وإلى قيادة الجندرما، حيث كان السكان الأرمن هم المسيطرون. كان عنوان التوجيه «زيادة احتياطات الأمان». بدأ التوجيه بتلخيص النشاط الأرمني المعارض في بدليس وحلب ودورتيولو وقيصري. ونص على أن الروس والفرنسيين كان لهم تأثير على الأنشطة في هذه المناطق. أخيرًا، أمر التوجيه بإبعاد أي جندي من أصل أرمني من طاقم القيادة وإخراجهم من مراكز القيادة.
بحسب إيريكسون، من فبراير حتى يوليو 1915 عززت التقارير الإضافية التي أرسلها المسؤولون الإقليميون ووحدات من الجيش ذات مستوى أدنى نمط جمع المعلومات الاستخباراتية للحلفاء للأنشطة العسكرية العثمانية. لاحظت شعبة المخابرات التابعة لطلعت باشا (وزارة الداخلية العثمانية آنذاك) أن البطريركية الأرمنية في القسطنطينية كانت تنقل الأسرار والترتيبات العسكرية إلى الروس. كان يُظن في ذلك الوقت أن الأرمن كانوا تحت قيادة كاهنٍ يبلغ من العمر 70 عامًا. في 25 مارس، بدأ الهنتشاك مدينة الزيتون مقاومة الزيتون الثانية ضد الجيش العثماني.
في أبريل، دافع نحو 30 ألف أرمني في مدينة وان، إلى جانب أرمن من القرى المحيطة، عن أنفسهم أثناء حصار وان. أكبر الإنجازات كان إنشاء إدارة لأرمينيا الغربية يترأسها الحاكم آرام مانوكيان، وهو أرمني روسي. صدت الوحدات الأرمنية غير النظامية الجيش العثماني على حساب آلاف الأرواح من المدنيين.